# Folsomides oromii
Folsomides oromii är en urinsektsart som beskrevs av Fjellberg 1993. Folsomides oromii ingår i släktet Folsomides och familjen Isotomidae. Inga underarter finns listade i Catalogue of Life.